# The Ice Cream Truck
The Ice Cream Truck ist ein US-amerikanischer Slasher-Film von Megan Freels Johnston aus dem Jahr 2017.

## Handlung
Mary, eine Schriftstellerin mit Schreibblockade, zieht zurück in den Vorort, aus dem sie stammt, weil ihr Mann dorthin versetzt wurde. Sie reist ein paar Tage früher ohne Mann und Kinder an, damit diese das Schuljahr noch beenden können. Sofort wird sie zurückversetzt in den Ort ihrer Jugend, mit den neugierigen Nachbarn und einem Eiswagen mit einem gruseligen Eisverkäufer, der sich anscheinend seit den 1950ern nicht verändert hat. Der Umzugsfahrer flirtet unverhohlen mit Mary und lässt sich kaum abschütteln. So entsteht für Mary gleich eine beklemmende Atmosphäre.
An ihrem ersten Abend wird sie von der neugierigen Jessica zur Party zu Ehren ihres Sohnes Max eingeladen, der gerade seinen Abschluss gemacht hat. Sie lernt auf dem Weg dorthin Max und dessen Freundin kennen. Sie finden sich alle sehr sympathisch und kiffen gemeinsam. Max’ Freundin will sich danach ein Eis holen und wird von dem Eisverkäufer getötet.
Max wird zu Marys Dealer. Er beginnt jedoch mit ihr zu flirten, worauf Mary zunächst nicht eingeht. Derweil mordet sich der Eisverkäufer durch die Nachbarschaft. Dabei tötet er vornehmlich Jugendliche, die gegen seinen antiquierten Moralkodex verstoßen. Schließlich willigt Mary doch noch ein und trifft sich mit Max im Park. Als die beiden sich gerade näher kommen, werden sie vom Eismann attackiert, der Max tötet. Mary gelingt es schließlich, den Eisverkäufer zu töten.
Am nächsten Tag kommen schließlich ihr Mann und die Kinder an. Als sie sie begrüßen, laufen Max und seine Freundin vorbei. Die vorherigen Geschehnisse waren nur eine Fantasie der Schriftstellerin. Doch vor dem Haus wartet der Umzugsmann und beobachtet das Wiedersehen der Familie.

## Hintergrund
Der Film wurde überwiegend in Porter Ranch, einem Vorort von Los Angeles, gedreht. Dort stand das Haupthaus sowie die umliegenden Straßen. Die Party wurde dagegen in Pasadena gedreht. Die Dreharbeiten fanden im Sommer 2016 statt und dauerten 15 Tage. Arbeitstitel des Films war The Ice Cream Man, doch unter diesem Namen wurde bereits ein Horrorfilm gedreht, sodass man den Titel abänderte. Bei den Dreharbeiten kam es zu einer mehrstündigen Verzögerung, da Anwohner beim Dreh des Finales die Polizei riefen, die vorab nicht informiert gewesen war. So konnte das Ende des Films nicht so gedreht werden, wie es die Regisseurin und Drehbuchautorin geplant hatte.
Der Film vermischt Elemente der 1950er Jahre mit dem heutigen Slasher-Genre. So ist der Eiswagen aus den 1960ern und auch das Verhalten des Eisverkäufers sowie seine Moralvorstellungen gleichen denen der 1950er. Der Film ist dabei ein Beispiel für eine feministische Perspektive des Horrorfilms, da er eine „sehr feminine Perspektive des Verlangens“ zur Grundlage seiner Handlung macht.
Der Film erschien in Deutschland am 6. November 2020 über das Label Uncut Rawside Entertainment in drei auf insgesamt 666 Stück limitierten Mediabooks mit Begleittext von Christoph N. Kellerbach. Der Film erschien ungeprüft.

## Rezeption
Auf dem Blog Actionfreunde.de urteilt der Redakteur Vince:

„Insofern ist von einem spektakulär gescheiterten Vorstadtexperiment zu sprechen. Es steckt tatsächlich sogar ein ambitionierter Film in „The Ice Cream Truck“, zumindest handelt es sich nicht um einen handelsüblichen Psychokiller-Streifen von der Stange. Allerdings fehlt jeglicher Zugriff auf das sich verselbstständigende Geschehen am Set, das von dem wirklich seltsamen Drehbuch auch noch permanent in die falsche Richtung gescheucht wird. Wäre man in so einem Vorort der Eismann, würde man nur zu gerne selbst aufräumen…“

Ähnlich urteilte Dennis Harvey von Variety.com, dem die Konsistenz der Handlung fehlte. Er lobte jedoch die an Blue Velvet erinnernde Ästhetik, die Kameraarbeit von Stephen Tringali sowie den an die 1980er Jahre erinnernden Soundtrack von Michael Boateng.
Auch auf Filmchecker wurde der Film eher negativ besprochen:

„Das Drehbuch zum wenig gruseligen Horrorflick hat sich Regisseurin MEGAN FREELS JOHNSTON selbst ausgedacht und dürfte damit bei horrorbegeisterten Zuschauern nicht mal ein müdes Lächeln entlocken können. Die Bezeichnung „Horror“ hat dieser seltsame Streifen nämlich gar nicht verdient. Hier wird von einem mordenden Eismann berichtet, der eine Kleinstadt unsicher macht aber nur am Rande Erwähnung findet. Offenbar waren der Filmemacherin die zwischenmenschlichen Beziehungen ihrer wenigen Helden wichtiger, so dass kaum Zeit für den Killer und seine Taten geblieben ist. (...) THE ICE CREAM TRUCK erinnert an TV-Ware und wäre wohl als Kurzgeschichte in einer Horror-Anthology besser aufgehoben gewesen. (...) Man muss nicht jeden noch so kleinen Gedankenblitz auf Leinwand oder Mattscheibe bringen.“